# カーネル・サンダース
ハーランド・デイヴィッド・サンダーズ（Harland David Sanders、1890年9月9日 - 1980年12月16日）は、アメリカ合衆国の実業家。ケンタッキーフライドチキン（KFC）の創業者。愛称のカーネル・サンダース（Colonel Sanders）で知られている。
青年期に40種に上る職を転々とし、30代後半から経営を始めた最初のガソリンスタンドは倒産、40歳から始めた2度目のガソリンスタンドにカフェを併設したアイデアが当たり、後のケンタッキー・フライドチキンの原型となった。
「カーネル」（Colonel）は名前でも、軍隊の階級である大佐でもなく、ケンタッキー州に貢献した人に与えられる「ケンタッキー・カーネル」という名誉称号（名誉大佐・名誉州民）である。日本では「カーネルおじさん」「ケンタッキーおじさん」の愛称が定着している。

## 生涯

### 生い立ち

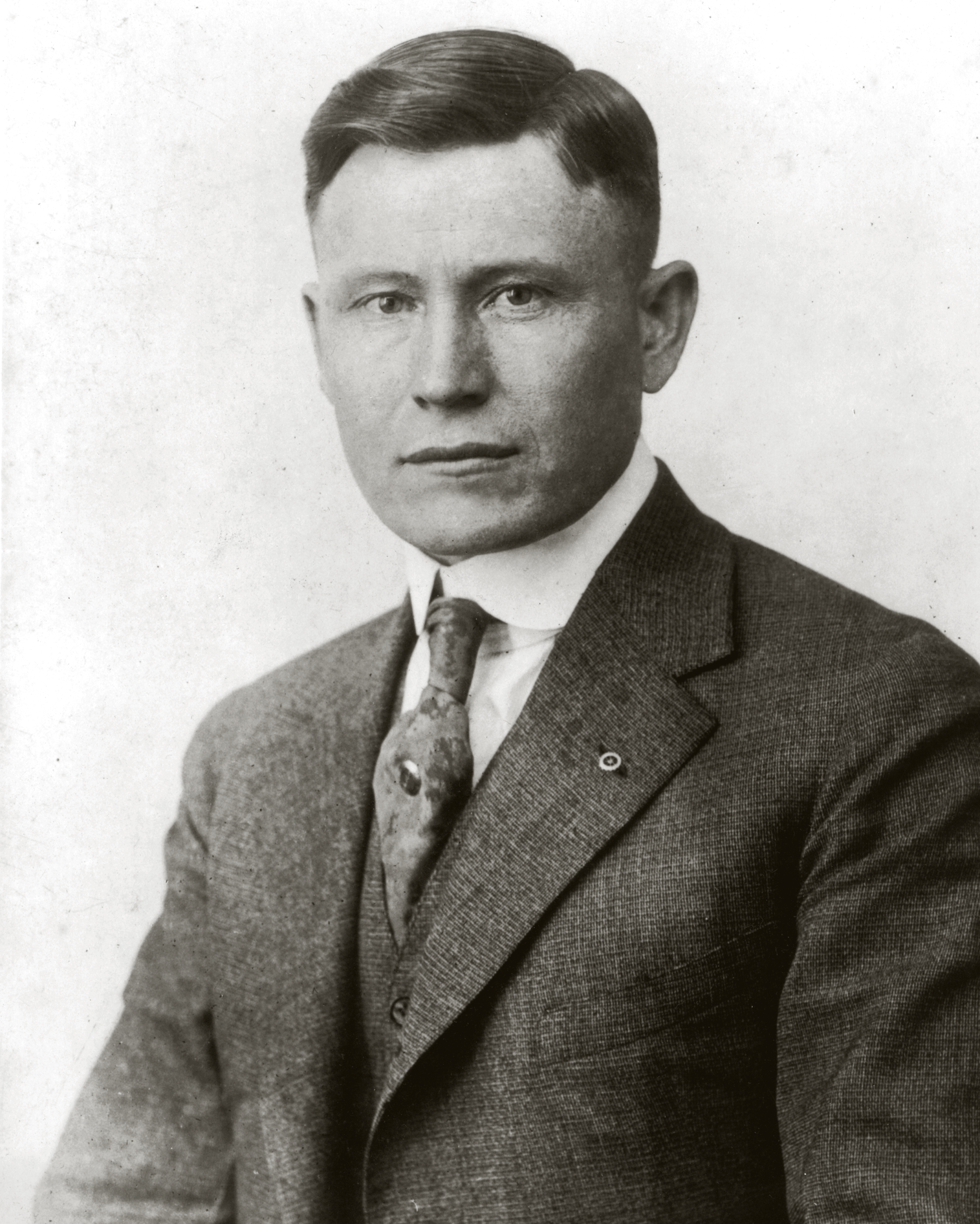
1914年の姿

「カーネル・サンダース」ことハーランド・デイヴィッド・サンダーズ（以下、サンダース）は、1890年にインディアナ州クラーク郡のヘンリービルで生まれた。ヘンリービルは、ケンタッキー州最大の都市ルイビルからオハイオ川を越え、北へ30kmほど離れた町である。父親はサンダースが6歳のときに亡くなり、母親が工場で働きながらサンダースとその弟妹を育てた。サンダースは10歳から農場に働きに出ている。学校は14歳で辞め、農場の手伝いや市電の車掌として働いた。
1906年、16歳のときに年齢を詐称して陸軍に入隊し、キューバで勤務した。彼の軍隊における経歴は一兵卒として終わっている。1907年に除隊した後は、青年期にかけて様々な職業を渡り歩き、鉄道の機関車修理工、ボイラー係、機関助手、保線区員、保険外交員、フェリーボート、タイヤのセールスなど40種に上る職を転々とした。30代後半にはケンタッキー州ニコラスビルでガソリンスタンドを経営するようになるが、大恐慌のあおりを受けて倒産するなど、多くの波瀾を経験した。

### 「サンダース・カフェ」とフライドチキン
1930年、サンダースはケンタッキー州の コービン（正確にはコービンの北隣で、ノックス郡とローレル郡にまたがるノースコービン (North Corbin, Kentucky) ）に移り住み、ガソリンスタンドの経営を始めた。道を尋ねに来た程度でも誠意のある接客をしていた。
1930年6月、ガソリンスタンドを利用した客から言われた一言から、ガソリンスタンドの一角に物置を改造した6席のレストラン・コーナー「サンダース・カフェ」を始める。ハンバーガーやフライドチキン、ハム、豆料理、ステーキ、マッシュポテトやグラタン、パン、コーヒー、ジュースやサラダ、オニオンリングを振る舞った。サンダースはガソリンスタンドの支配人と調理師とレジ係を兼ねた。州の南北を貫く幹線道路である国道25号線に面した店は繁盛し、規模を拡大した。1935年には「州の料理への貢献」が評価されて、ケンタッキー州のルビー・ラフーン知事から「ケンタッキー・カーネル」の名誉称号を与えられた。
「サンダース・カフェ」は、1937年にはモーテルを併設した142席のレストランに成長した。1939年には店舗が火災に見舞われるなどの災難もあったが、1941年にはコービンに147人収容のレストランを再建した。現在この店舗は博物館 (Harland Sanders Café and Museum) となり、アメリカ合衆国国家歴史登録財となっている。
「サンダース・カフェ」の目玉商品がフライドチキンであった。1939年に導入された圧力釜を用いた「オリジナル・フライドチキン」の製法は、以後80年以上にわたって「オリジナル・レシピ」として引き継がれている。

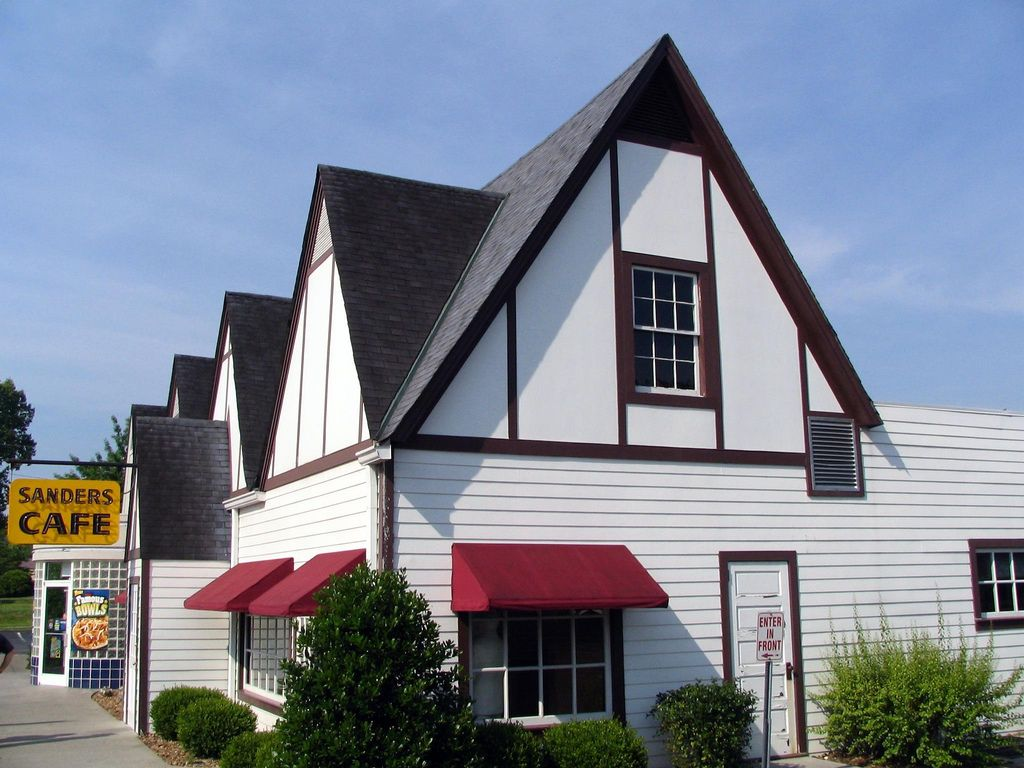
コービンの「サンダース・カフェ」（2006年）

### KFCのフランチャイズ化

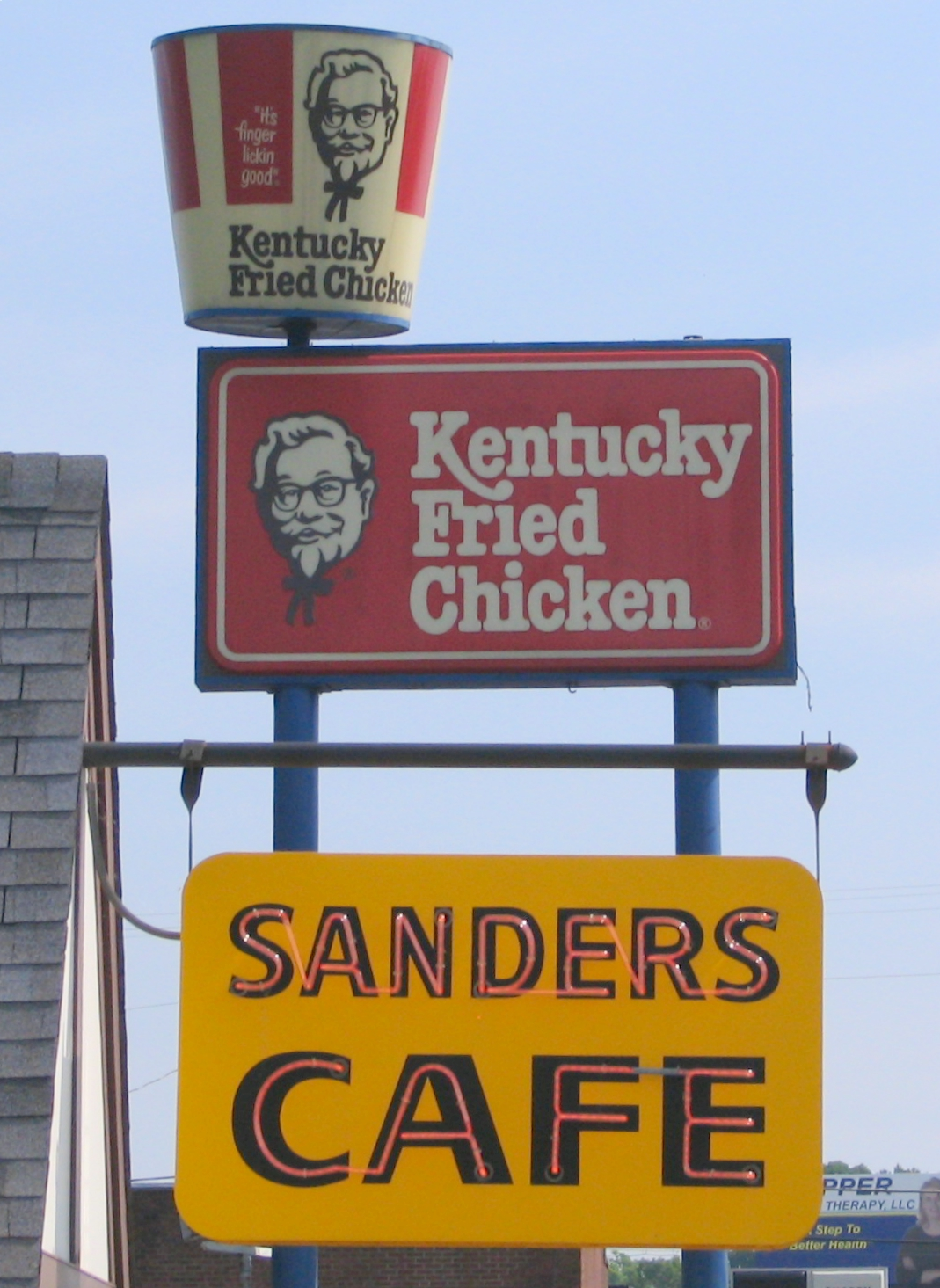
「サンダース・カフェ」に掲げられた旧ロゴマーク。サンダースは文字通りKFCの「顔」となった。

サンダースが、各地のレストランの経営者や従業員にフライドチキンの調理法を教えてチキン一羽につき5セントで売るという新しいビジネスモデル（フランチャイズ）を始めたのは、1952年である。この年、ユタ州ソルトレイク市のピート・ハーマン (Pete Harman) が最初のフランチャイジーとなり、フランチャイズ一号店が開業した。「ケンタッキー・フライドチキン」（KFC）というブランド名は、このときハーマンによって提案されたものである。
1955年、コービンの町外れを通過する州間高速道路（州間高速道路75号線）が開通すると、車と人の流れは変わり、国道沿いのサンダース・カフェには客が入らなくなった。サンダースは維持できなくなった店を手放したが、負債を返済すると手許にはほとんど残らなかった。以後サンダースは、フランチャイズビジネスの普及に努め、フライドチキンをワゴン車に積んで各地を移動販売して回った。1960年には米国とカナダで400店舗、1964年までに600店舗を超えるフランチャイズ網を築き上げた。

### KFCの顔として

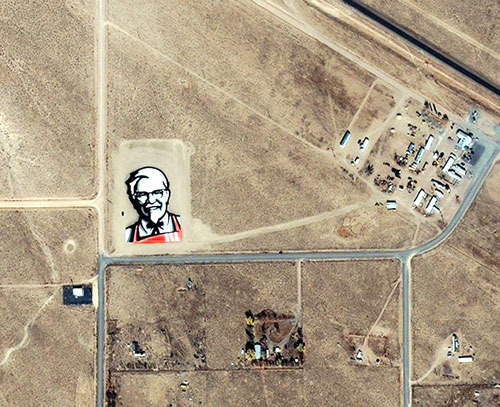
2006年11月、ネバダ州の砂漠にタイル6万5000枚で描かれた巨大なカーネル・サンダース。面積は7,990m^{2}。現在は存在していない。

1964年、74歳のサンダースは、KFCの権利をジョン・Y・ブラウン・ジュニアに売却して経営の第一線から退いたが、以後も "public spokesman for the company"（直訳すれば「会社の広報担当
」。日本法人の表現によれば「味の親善大使」）として働いた。サンダースは製法が守られているか確認するために世界各国に広がった店舗（1979年には6000店舗を数えた）を見て回った。
1970年にKFCが進出した日本には、1972年10月、1978年6月、1980年5月の3度訪れている。KFC日本法人によれば「日本のKFCが一番気に入っている。」と述べていたといい、「日本びいき」であったと紹介している。1980年5月に訪れた日本はサンダースにとって最後の訪問国となった。なお、最後の訪日の際、朝日新聞で受けたインタビュー記事を基に、『週刊朝日』「山藤章二のブラック=アングル」が記されている。
1980年6月、急性白血病を発症したところに肺炎を併発し、同年12月16日に死去した。90歳だった。

## 人柄など
サンダースはロータリークラブとフリーメイソンのメンバーでもあり、多くの慈善活動もおこなった。孤児院の子供のために毎日アイスクリームを提供したり、肢体不自由児のための基金をつくったりしているほか、病院や医学研究、教育、ボーイスカウトなどの活動に資金を提供している。来日した際には交通遺児との交流を行っている。
エジプトのスフィンクス前にはケンタッキースフィンクス前店というフランチャイズ店が建っている。これはサンダースが所属していたフリーメイソンが古代エジプトでピラミッド建立に従事していた（フリーメイソン#起源も参照）とする説がありその関係でスフィンクスとピラミッドの前に建っているというが、都市伝説の域を出ていない。
ケンタッキー州会議事堂には、カーネル・サンダースの胸像が飾られている。これをめぐって、動物愛護活動家・モデル・女優のパメラ・アンダーソンが、「ニワトリへの残酷行為の象徴」だとして撤去を求めているが、知事は「サンダースはケンタッキーの象徴」と拒否している。

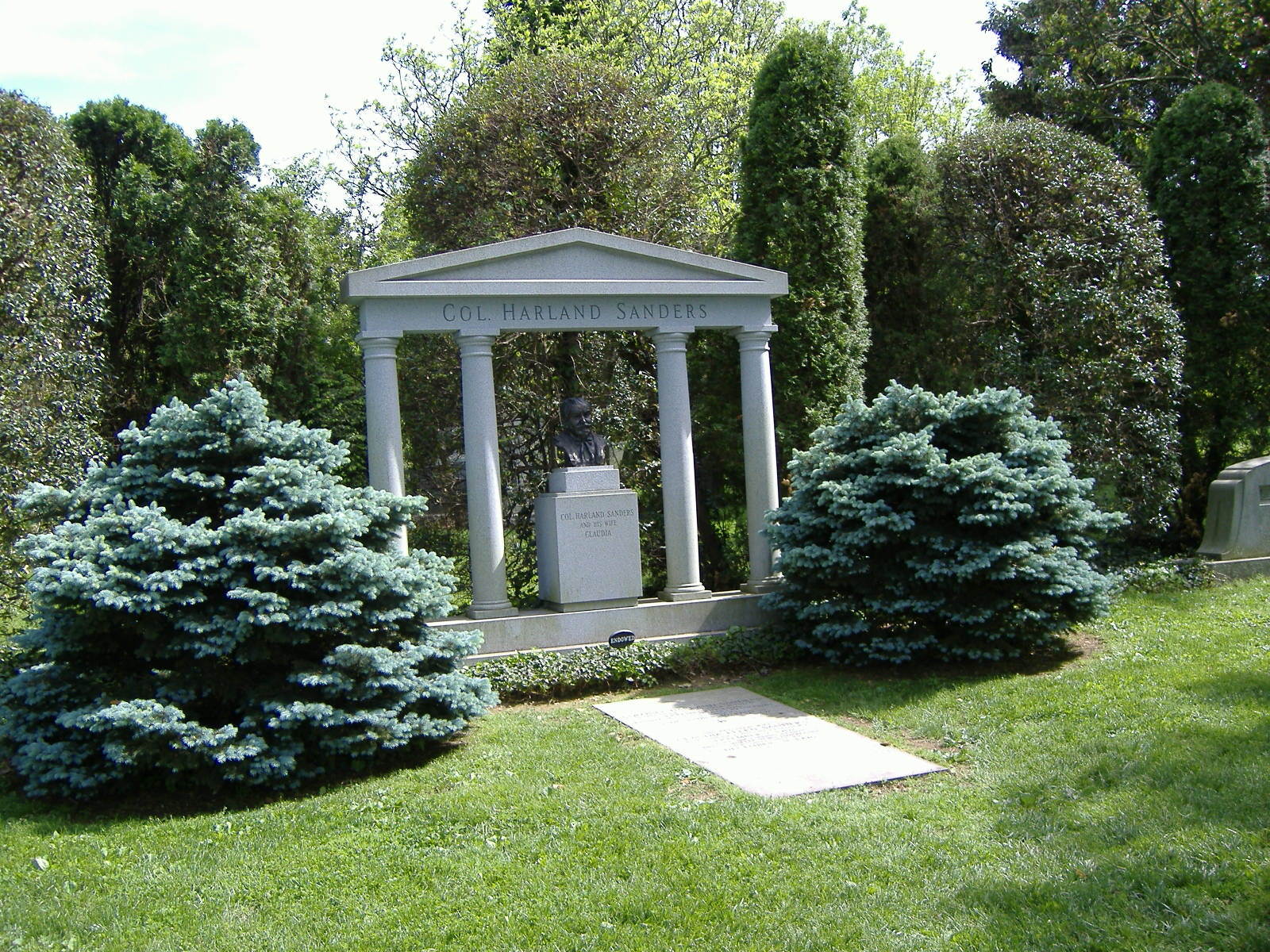
ルイビルのケイブ・ヒル墓地 (Cave Hill Cemetery) にあるサンダースの墓
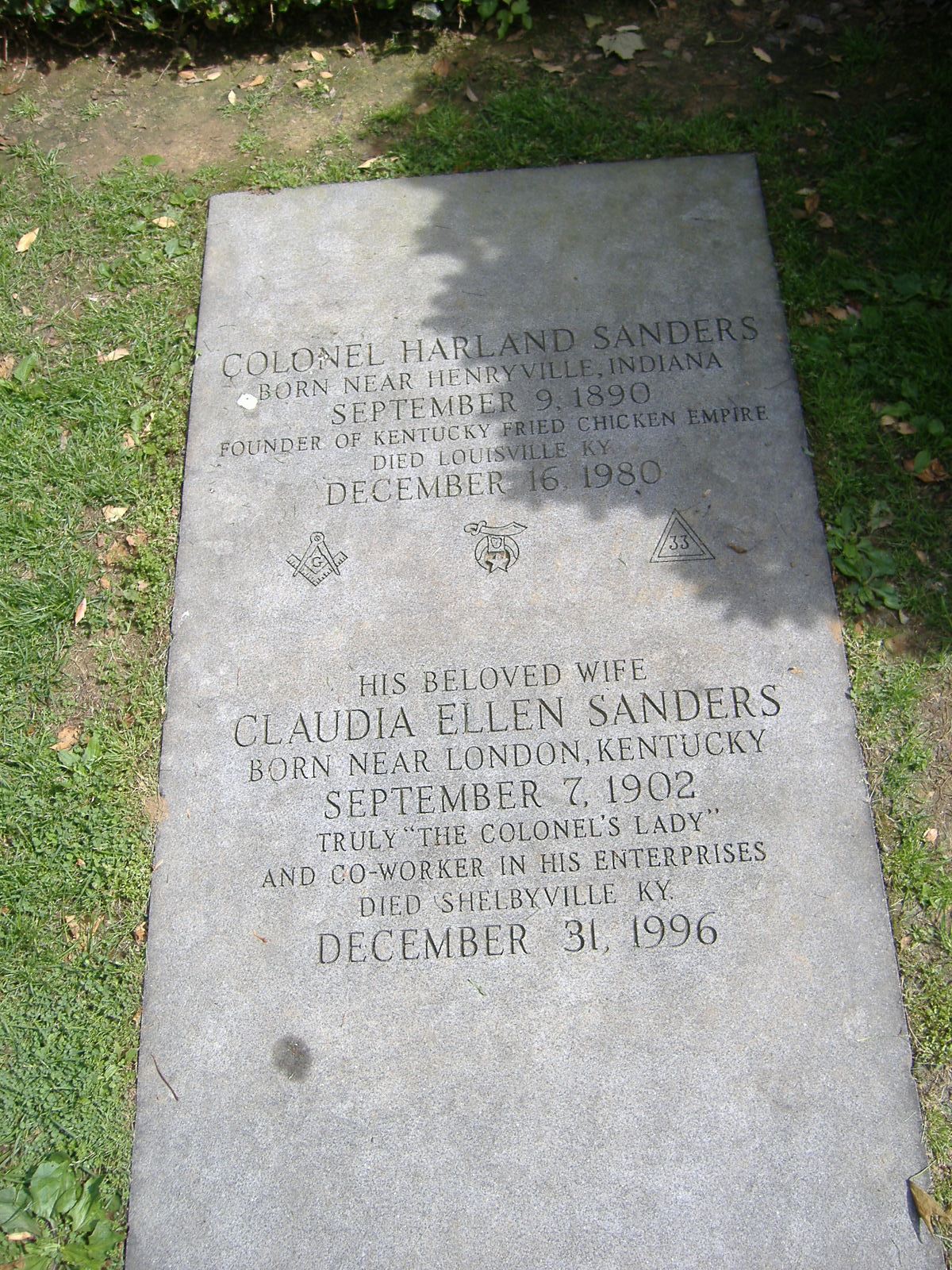
サンダースの墓標に印されたフリーメイソンのマーク

## カーネル・サンダース像

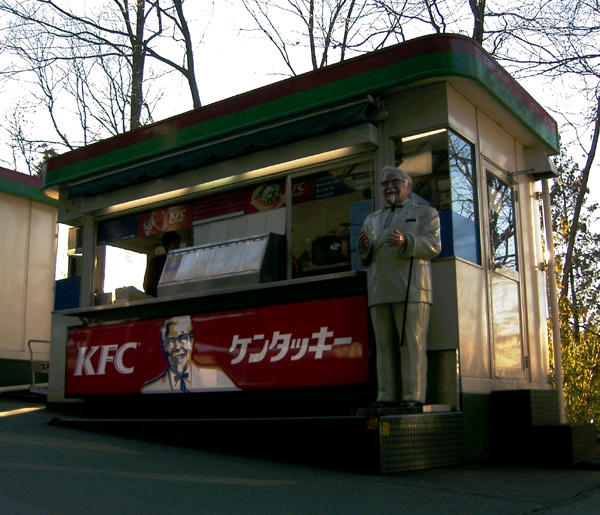
KFC西武ドーム店に立つカーネル像

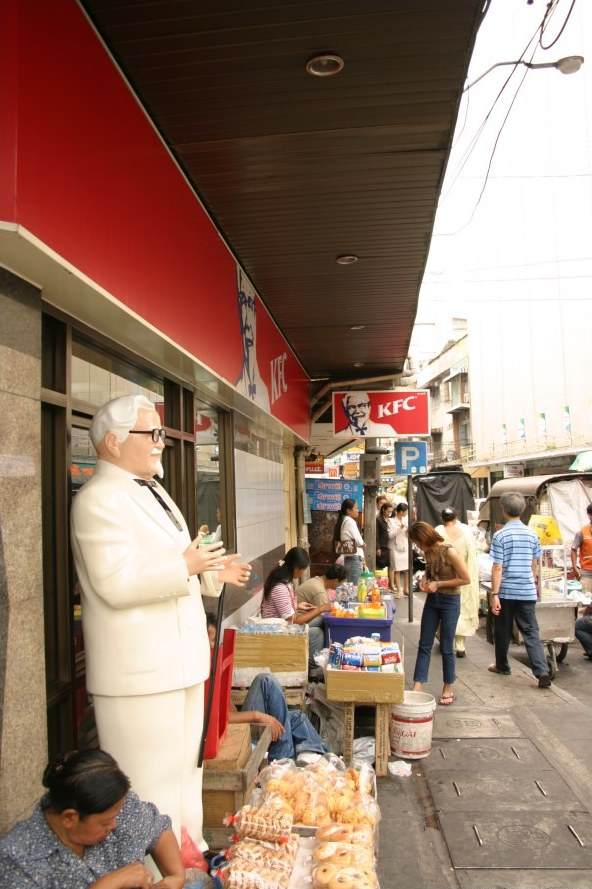
タイ・バンコクのKFCに立つカーネル像

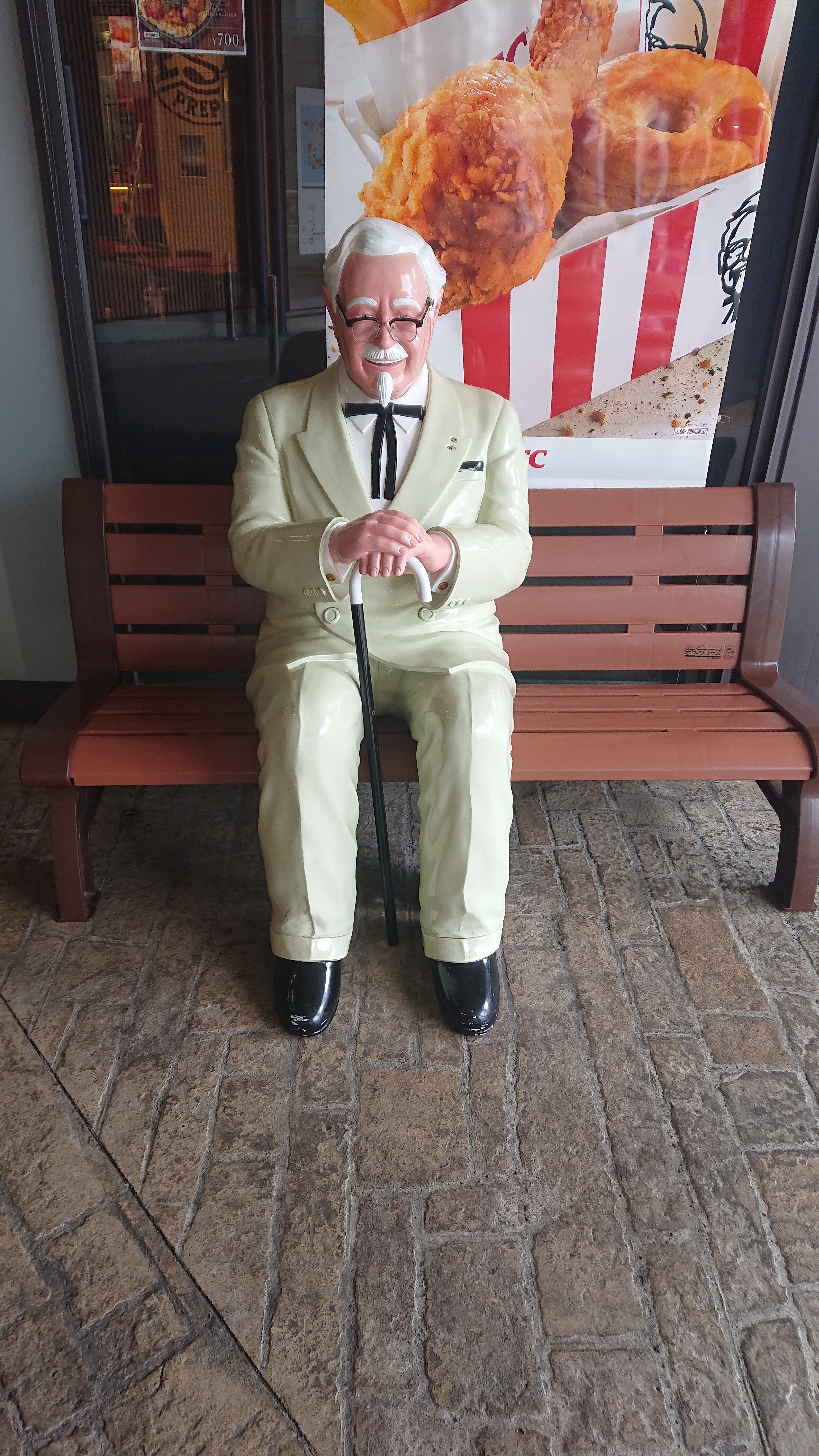
KFC東京ドームシティラクーア店の「おすわりカーネル」

日本国内にあるケンタッキーフライドチキンの店舗の多くでは、店頭にカーネル・サンダース像（繊維強化プラスチック（FRP）製）がディスプレイされている。像そのものが「カーネルおじさん」と呼ばれることがある。日本法人では「カーネル立像」と呼んでおり、立体商標登録されている。

### 大きさと意匠
立像は、身長173cm、重量26kg。サンダースが60歳のころの体形（身長180cm、体重90kg）をモデルとした、ほぼ等身大のものである。白いスーツを着用し、その襟元に黒いリボンタイ（ストリング・タイ（string tie））を結んだ姿でデザインされており、これもサンダースの衣装をモデルとしている。また、自身が入会していたロータリークラブの会員章（バッジ）も襟のボタンホールに飾られている。
ケンタッキー・フライド・チキン日本法人によれば、立像のかけている眼鏡は本物の老眼鏡である。一方、日本のテレビ番組『トリビアの泉』が眼鏡店に依頼して調査したところ、この眼鏡の度数は+3Dであり、正視の人がこの度数の眼鏡をかけては近くのものしか見えないため像のように遠くを見て笑っていられないとして、立像は老眼鏡でなく遠視用の眼鏡をかけていると判断した。サンダースが用いていた福井県鯖江市産の老眼鏡をモデルにしたもので、立像の老眼鏡も以前は鯖江産が用いられていたが、2000年代中盤以降は中国製のものとなっている。
2018年7月にはベンチに腰掛けたカーネル像が新たに製作され、同月19日に東京都文京区春日のKFC東京ドームシティラクーア店に設置された。このカーネル像には一般公募にて「おすわりカーネル」という愛称が付けられ、2019年2月末現在、KFC東京ドームシティラクーア店のほか、KFCららぽーと新三郷店（埼玉県三郷市）、KFCザ・モール仙台長町店（宮城県仙台市）など12店舗に設置されているほか、神奈川県横浜市の日本KFCホールディングス本社にも設置されている。

### 歴史と広がり
カーネル像は、元々カナダのあるフランチャイズ店でイベント用に使用されたものであったが、その後倉庫に放置されているところを、視察に訪れた日本法人の幹部が持ち帰ったのがはじまりである。日本法人が設立された1970年当時、日本国内ではまだファストフードという業態やフライドチキンという食べ物が浸透していなかったため、カーネル像はフライドチキンの認知度を高める役割を担った。当時は、紅白に塗装された店舗を理容店などと間違う客が存在したといい、カーネル像は間違い防止も兼ねたという。
1970年代以降、日本法人の店舗展開とともに、店頭でのカーネル像展示が日本全国で行われるようになった。1979年にアジア・オセアニア地域の出店を統括する「KFCインターナショナル 北太平洋地域オフィス」が日本に設立され、日本法人のスタッフがアジア・オセアニア地域の出店に当たっての現地指導に派遣されたことから、北太平洋地域（ハワイ・タイ・フィリピン・韓国・台湾・中国）の店舗にも日本から寄贈された立像がディスプレイされるようになった。このほか、欧米にも日本法人提供の像が立つ店舗がある。カーネル・サンダース本人も来日の際この立像が気に入り、アメリカの総本部にも日本法人提供の立像が展示されている。
風変わりな場所に展示されたカーネル像としては、栂池高原スキー場（長野県小谷村）のゴンドラリフト“イヴ”の作業用ゴンドラに乗せられたものがあるが、これはイヴの中間駅付近にKFC栂池雪の広場店（スキーシーズンのみ営業）があるためである。

### カーネル像と日本の文化

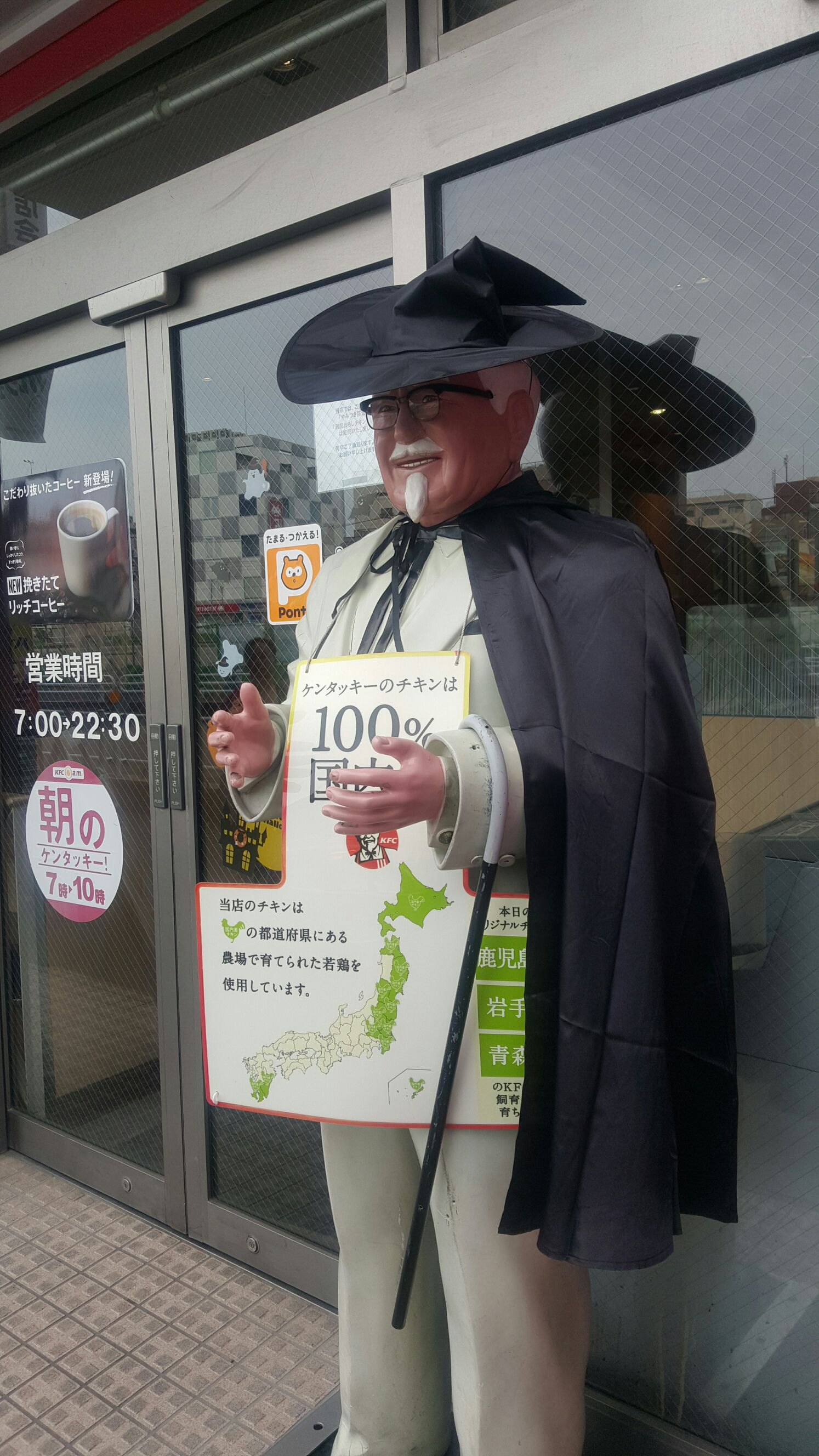
日本の店舗において、ハロウィンに合わせ魔法使いの扮装を施されたカーネル像。

カーネル像へは、季節行事に応じた扮装を施すことがある。日本全国の店舗で一斉に行われるのは年末のサンタクロース衣装の装着である（日本法人では「サンタクロース・カーネル」の語を用いている）。このほかの扮装は各店舗ごとの判断で行われており、3月の男雛姿（お内裏カーネル）や5月の武者姿（武者カーネル）などは広く行われている（これらは80年代半ばから各店舗の自主的なイベントとして始まったもので、2000年頃から本社が希望する店舗に衣装キットを配布している）。店舗が所在する地域のスポーツチームのユニフォームを着せるなど、地域の特性に合わせた扮装が工夫されているが、秋葉原店でメイド服を着せたところ、日本法人の要請で中止されたことがある。
「小さく前へ倣え」のようなポーズから、客が入店の際手に何かを持たせることもあり、雨の日には傘がかけられていたり、弓道の弓や釣竿、地域によってはスキーまで持たされていることがある。店頭に置かれた立像には悪戯も多発し、立像が「誘拐」されて街頭や個人宅の庭先などに置き去りにされたりするケースもあるという。眼鏡やステッキといった部品単位で盗難される被害も多発したため、カーネル像の部品は固定され、像そのものもボルトやチェーンで固定されるようになった。
店頭のカーネル像が被害に遭い、都市伝説と化したものに「カーネル・サンダースの呪い」がある。1985年、阪神タイガースのリーグ優勝時に、道頓堀店（のち閉店。現存せず）のカーネル像は阪神ファンによって道頓堀川に投げ込まれたまま行方が分からなくなった。以後長らく阪神が低迷したのはその呪いというものである。事件後、道頓堀店から一旦カーネル像は姿を消し1992年に復活したものの、同店は1998年に閉店している。当該の像は2009年に道頓堀川で発見されて日本法人に返還され、1985年当時に同球団の監督をしていた吉田義男も「歴史が終わったな」とコメントした。日本法人は「おかえり! カーネル」と命名し、2010年3月19日より阪神の本拠地である阪神甲子園球場最寄りの店舗である阪神甲子園店の店内で保存展示していた。2013年3月からは日本KFCホールディングス社本社内に展示され、その後、2017年に本社が横浜へと移転したタイミングで日本KFCホールディングス社関西オフィスへと移されている。2024年3月、日本KFCホールディングス社は人形自体の老朽化が激しく、保管が困難となったことから、大阪市の住吉大社にて人形納め（廃棄）したことを発表した。

## カーネル・サンダースを演じた人物
- ダレル・ハモンド - アメリカで放映された「サンダース・カフェ」設立75周年を祝うケンタッキーフライドチキンのCMで、カーネル・サンダースを演じた。
- ノーム・マクドナルド - アメリカで放映されたCMで、先代のダレル・ハモンド演じるカーネル・サンダースは偽者で自分が本物のフライドチキンを提供できる本物のカーネル・サンダースであると演じていた。
- ジム・ガフィガン - アメリカで放映されたCMで、なぜ競合他社(と同名)のマクドナルドが自分を演じているのかと悪夢にうなされるカーネル・サンダースを演じた。
- ジョージ・ハミルトン - アメリカで放映されたCMで、こんがりとしたエクストラ・クリスピーチキンを紹介する、こんがり日焼けしたカーネル・サンダースを演じた。
- ドルフ・ジグラー - アメリカで放映されたWWEとのコラボのCMで、リングで戦うカーネル・サンダースを演じた。
- ロブ・リグル - アメリカで放映されたCMで、フットボールチームの監督をするカーネル・サンダースを演じた。
- ヴィンセント・カーシーザー - アメリカで放映されたナッシュビル・ホットチキンのCMで、カントリーシンガーに扮したカーネル・サンダースを演じた。
- ビリー・ゼイン - アメリカで放映されたジョージア・ゴールドチキンのCMで、全身金色のカーネル・サンダースを演じた。
- ロブ・ロウ - アメリカで放映されたCMで、宇宙飛行士に扮したカーネル・サンダースを演じた。
- ショーン・マイケルズ - WWEサマースラム2017にカーネル・サンダースに扮して登場した。
- カート・アングル - ビデオゲーム「WWE 2K18」にカーネル・サンダースが登場するので、そのCMでカーネル・サンダースを演じた。
- レイ・リオッタ - アメリカで放映されたCMで、二重人格のカーネル・サンダースを演じた。
- 賀来賢人 - 2022年及び2023年の日本におけるCMにカーネル・サンダースに扮して出演。なお、賀来は「芸能界一のケンタッキー好き」を自称している[29]。